# ألفريدو دي باير
ألفريدو دي باير (بالبرتغالية: Alfredo de Bôer‏) هو مجدف برازيلي، (ولد في ريو غراندي، ريو غراندي دو سول في البرازيل 1907  م).

## وصلات خارجية
- ألفريدو دي باير على موقع الاتحاد الدولي للتجديف (الإنجليزية)
- ألفريدو دي باير على موقع اللجنة الأولمبية الدولية (الإنجليزية)
- ألفريدو دي باير على موقع أوليمبيديا (الإنجليزية)